# Ophthalmolabus parilis
Ophthalmolabus parilis es una especie de coleóptero de la familia Attelabidae.

## Distribución geográfica
Habita en Guinea-Bissau y Guinea.